# Municipalità locale di Naledi (Stato libero)
La municipalità locale di Naledi (in inglese Naledi Local Municipality) è stata una municipalità locale del Sudafrica situata nella provincia dello Stato libero. In base al censimento del 2001 la sua popolazione è di 27.479 abitanti.
Ha fatto parte della municipalità distrettuale di Motheo fino al 2011, quando è entrata a far parte della municipalità distrettuale di Xhariep; la municipalità distrettuale di Motheo, da parte sua, è stata soppressa e accorpata alla municipalità locale di Mangaung per costituire la municipalità metropolitana di Mangaung. Nel 2016 la stessa municipalità di Naledi è stata soppressa e accorpata con la municipalità metropolitana di Mangaung.
La sede amministrativa e legislativa era la città di Dewetsdorp e il suo territorio si estendeva su una superficie di 3.424 km² ed era suddiviso in 4 circoscrizioni elettorali (wards). Il suo codice di distretto era FS171.

## Geografia fisica

### Confini
Fino al 2011, la municipalità locale di Naledi confinava a nord con quella di Mangaung, a est con quella di Mantsopa e con il Lesotho, a sud e a ovest con quella di Mohokare (Xhariep) e a ovest con quella di Kopanong (Xhariep).

### Città e comuni
- Dewetsdorp
- Morojaneng
- Qibing
- Thapelang
- Van Stadensrus
- Wepener

### Fiumi
- Boesmanskopspruit
- Bo-Kromspruit
- Bloemspruit
- Caledon
- Klipspruit
- Leeuspruit
- Modder
- Nuwejaarspruit
- Sandspruit
- Vaalspruit
- Witspruit

### Dighe
- Dewetsdorp
- Egmont Dam
- Knellpoort Dam
- Rusfonteindam
- Van Stadensrus Dam
- Welbedacht Dam